# 法木
法木（ほうぎ）は、千葉県君津市の地名。丁番を持たない単独町名で、郵便番号は292-1144。

## 地理
市内北部の小糸川中流右岸、丘陵上の高台に位置する。地内は大半が山林であり、北部は砂利の採取場となっている。
北で長石・木更津市草敷・木更津市下郡、東で戸崎・向郷、南で山滝野・糸川・大井戸、西で根本とそれぞれ接する（特記ないものは君津市）。

## 歴史

### 沿革
- 江戸時代 - 周淮郡法木村成立。幕府・旗本小宮山氏の相給。
- 1873年（明治6年） - 法木村、千葉県に所属。
- 1889年（明治22年）4月1日 - 町村制施行により周淮郡小糸村大字法木となる。
- 1897年（明治30年）4月1日 - 小糸村、郡統合により君津郡所属となる。
- 1955年（昭和30年）3月31日 - 小糸村と中村が合併し君津郡小糸町が成立、同町の大字となる。
- 昭和40年代 - 地内の法木山で砂利の採掘開始。山砂公害が引き起こされる。
- 1970年（昭和45年）9月28日 - 小糸町と君津町（2代目）・上総町・清和村・小櫃村が合併し君津郡君津町（3代目）が成立、同町の大字となる。
- 1971年（昭和46年）9月1日 - 君津町が市制施行し、君津市となる。

## 世帯数と人口
2017年（平成29年）10月31日現在の世帯数と人口は以下の通りである。
| 大字 | 世帯数 | 人口 |
| ---- | ------ | ---- |
| 法木 | 31世帯 | 69人 |

## 小・中学校の学区
市立小・中学校に通う場合、学区は以下の通りとなる。
| 番地 | 小学校             | 中学校             |
| ---- | ------------------ | ------------------ |
| 全域 | 君津市立小糸小学校 | 君津市立小糸中学校 |

## 交通
地内を通る鉄道・バス路線はない。最寄駅はJR久留里線小櫃駅・俵田駅。

### 道路
一般県道
- 千葉県道163号小櫃佐貫停車場線

## 施設
- 法木神社
- 大江戸温泉物語 君津の森
- 日本開発興業 千葉事業所
  - 日本開発興業 砂利採取場

公立小学校の学区は全域で君津市立小糸小学校、公立中学校は君津市立小糸中学校。